# Eptatretus taiwanae
Eptatretus taiwanae är en ryggsträngsdjursart som först beskrevs av Shen och Tao 1975.  Eptatretus taiwanae ingår i släktet Eptatretus och familjen pirålar. IUCN kategoriserar arten globalt som starkt hotad. Inga underarter finns listade i Catalogue of Life.